# Abuná (fiume)
L'Abuná (in spagnolo Río Abuná, in portoghese Rio Abunã) è un fiume del dell'America meridionale che fa parte del Bacino del Rio delle Amazzoni.
Il fiume scorre in Bolivia e Brasile, determinando per un tratto il confine fra i due stati. Ha una lunghezza di 375 km, di cui 320 navigabili. A Manoa sfocia nel fiume Madeira, un affluente del Rio delle Amazzoni. Alla foce, sulla riva brasiliana, sorge la città di Abunã.